# 彩光
株式会社彩光（さいこう）は、かつてフジテレビ系の子会社でテレビ番組の照明技術会社である。
1992年4月に会社解散、その後同社のスタッフが結集されて、設立されたのが『株式会社フジライティング・アンド・テクノロジイ（FLT）』である。

## 主な照明担当番組

### フジテレビ系列
ニュース・報道
- FNNニュース
- FNN報道特別番組
- フジテレビ系列朝ニュース枠 - FNNテレビ朝刊、FNNニュース7:30、FNNモーニングワイド ニュース&スポーツ、FNNモーニングコール、FNN朝駆け第一報!、FNN World Uplink
- フジテレビ系列昼ニュース枠 - FNNニュース12:00、FNNニュースレポート11:30、FNNスピーク
- フジテレビ系列夕方ニュース枠
  - 平日 - FNNニュース6:30、FNNニュースレポート6:00・FNNニュースレポート6:30、FNNスーパータイム
  - 週末 - FNNテレビ土曜・日曜夕刊、FNNニュースレポート5:30
- フジテレビ系列深夜ニュース枠
  - 平日 - FNNニュース最終版、FNNニュースレポート23:00、FNNニュース工場、FNN DATE LINE、FNN NEWSCOM
  - 週末 - FNNニュースレポート23:30

情報
- 早朝の情報番組枠 - 黄金世代!、早起きチャンネル520、おめざめ天気予報、ニュース&ウェザー、モーニングLIVE
- 朝の情報番組枠 - トークシャワー、グッドモーニングジャパン、アンテナホット7、朝だ!どうなる?
- 平日午前のワイドショー枠 - 小川宏ショー、おはよう!ナイスデイ
- 昼前の情報番組枠
  - 平日 - ワイドワイドフジ、荒川強啓のらくらくTOKIO、美味しんぼ倶楽部、生島ヒロシのおいしいフライパン、生島ヒロシのもっと・自由な生活、奥さまお手をどうぞ!、ザ・ビッグチャンス!
  - 週末 - THE WEEK
- 平日午後のワイドショー枠 - 3時のあなた、TIME:3
- 健保連のすこやかさん
- マーケティング天国
- 今夜は好奇心!

スポーツ
- フジテレビ系列スポーツニュース枠 - プロ野球ニュース
- おはようスポーツ545
- 朝イチ!プロ野球News
- サントリー スポーツ天国
- スポーツ特Q

トーク・討論番組
- スター千一夜
- さんまのまんま（関西テレビ）
- 斉藤さんちのお客さま

バラエティ番組（クイズなど）
- オールスター家族対抗歌合戦
- 欽ドン!
- オレたちひょうきん族
  - ひょうきん予備校
- なるほど!ザ・ワールド
- オールナイトフジ
- クイズ地球どんぶり!
- 夕やけニャンニャン
- 志村けんのだいじょうぶだぁ
- とんねるずのみなさんのおかげです
- 眠くなるテレビ
- 夢で逢えたら
- あっぱれさんま大先生
- クイズ!年の差なんて
- パラダイスGoGo!!
- でたらめ天使
- 邦ちゃんのやまだかつてないテレビ
- ものまねくらぶ
- 週刊スタミナ天国
- 鶴太郎のギャグハラスメント
- ものまね珍坊
- ウッチャンナンチャンの誰かがやらねば!
- クイズ&ゲーム太郎と花子
- 風まかせ 新・諸国漫遊記
- ウッチャンナンチャンのやるならやらねば!
- 運命GAME
- 夢の中から
- ダウンタウンのごっつええ感じ

音楽
- 夜のヒットスタジオ
- ミュージックフェア
- キンカン素人民謡名人戦

ドラマ
- 北の国から
- オレゴンから愛
- ライスカレー
- クセになりそな女たち
- 結婚の理想と現実
- 心はロンリー気持ちは「…」

教養
- ひらけ!ポンキッキ
- アグネスのHI!赤チャンネル

料理
- 夕食ばんざい

特別番組（ジャンル全般）
- 新春かくし芸大会
- 初詣!爆笑ヒットパレード
- 火曜ワイドスペシャル
  - ドリフ大爆笑
  - ものまね王座決定戦
  - THE MANZAI
  - タケちゃんの思わず笑ってしまいました
  - 河田町プッツン意思表示
  - オールスタープロ野球12球団対抗歌合戦
- FNS歌謡祭
- ファミリーワイド
  - ドリフのクリスマスプレゼント
- おもしろバラエティ
  - さんま・一機のその地方でしか見られない面白そうな番組を全国のみんなで楽しく見ちゃおうとする番組
  - 明石家・小堺の海外国内・市内町内でしか見られないテレビ番組
- 金曜ファミリーランド
- スターどっきり（秘）報告
- プロ野球珍プレー・好プレー大賞
- 紅白そっくり大賞
- FNS番組対抗NG大賞
- 志村けんのバカ殿様
- FNSの日
  - FNSスーパースペシャル1億人のテレビ夢列島
- 加トちゃんケンちゃん光子ちゃん
- フジテレビ30年史
- オールスター爆笑ものまね紅白歌合戦!!スペシャル
- 明石家サンタの史上最大のクリスマスプレゼントショー

### 日本テレビ系列
- ビートたけしのお笑いウルトラクイズ
- ザ・ラスベガス（読売テレビ）

### TBS系列
- それゆけ!マーシー（MBS毎日放送）

### テレビ朝日系列
- グッドモーニング
- CLUB紳助
- こんなクイズがあってもいいじゃないか大賞